# Jean Yip
Jean Yip (nom de naissance : 葉嘉麗) est une femme politique canadienne, députée libérale de Scarborough—Agincourt depuis le 11 décembre 2017.

## Biographie

### Débuts
Elle naît à Scarborough de parents immigrants venus de Hong Kong. Diplômée de l'Université de Toronto, elle fait carrière en assurance et souscription avant de se mettre en congé pour se consacrer à sa famille.
Elle est la veuve d'Arnold Chan, avocat et député de Scarborough—Agincourt de novembre 2014 jusqu’à son décès, à seulement 50 ans, en septembre 2017.
Elle vit à Toronto avec ses trois enfants : Nathaniel, Ethan, et Theodore.

### Carrière politique
À la suite du décès de son mari, elle est investie comme candidate du . Elle explique avoir beaucoup accompagné son mari dans ses déplacement lorsqu'il était malade et s'être pris au goût des affaires communautaires, elle dévoile aussi que l'option de sa candidature avait été évoquée directement avec son époux l'été précédant sa mort.
Le soir de l'élection partielle du 11 décembre 2017, et malgré une faible participation (26,74 %), elle reçoit plus de 49 % des suffrages et est largement élue.

### Résultats électoraux
|  | Candidat           | Parti             | #     | %      |
|  | ------------------ | ----------------- | ----- | ------ |
|  | Jean Yip           | Libéral           | 9091  | 49,4 % |
|  | Dasong Zou         | Conservateur      | 7448  | 40,5 % |
|  | Brian Chang        | Néo-Démocrate     | 931   | 5,1 %  |
|  | Jude Coutinho      | Héritage chrétien | 371   | 2 %    |
|  | Michael DiPasquale | Vert              | 253   | 1,4 %  |
|  | Total              |                   | 18387 |        |